# Massimo Crippa
Massimo Crippa (* 17. Mai 1965 in Seregno) ist ein ehemaliger italienischer Fußballspieler. Der Mittelfeldspieler bestritt unter anderem 17 Spiele für die italienische Fußballnationalmannschaft und schoss dabei ein Tor.

## Karriere

### Verein
Nach mehreren Jahren in den unteren Ligen des italienischen Fußballs wechselte Crippa im Jahr 1987 zu Torino Calcio, bei dem er schnell Stammspieler wurde. Er wechselte in der folgenden Saison zum SSC Neapel, wo er unter anderem mit Diego Maradona spielte, den UEFA-Pokal und die italienische Meisterschaft gewann. Im Jahr 1993 wechselte er zur AC Parma, mit denen er im Jahr 1995 wieder den UEFA-Pokal errang.

### Nationalmannschaft
Crippa absolvierte für die Nationalmannschaft Italiens und für die italienische U-21-Nationalmannschaft insgesamt 24 Spiele.

## Erfolge
- UEFA-Pokal-Sieger: 1988/89 (mit dem SSC Neapel), 1994/95 (mit der AC Parma)
- Italienischer Meister: 1989/90 (mit dem SSC Neapel)
- Italienischer Supercup: 1990 (mit der SSC Neapel)
- UEFA Super Cup: 1993 (mit der AC Parma)